# (107074) Ansonsylva
(107074) Ansonsylva (2001 AJ19) – planetoida z pasa głównego asteroid okrążająca Słońce w ciągu 3,2 lat w średniej odległości 2,17 j.a. Odkryta 14 stycznia 2001 roku.